# Gaggenau
Gaggenau város Németországban, azon belül Baden-Württembergben. Lakosainak száma 30 190 fő (2023. december 31.). Gaggenau Muggensturm, Bischweier, Kuppenheim, Baden-Baden, Gernsbach, Loffenau, Bad Herrenalb, Malsch és Marxzell községekkel határos.

## Városrészei
- Bad Rotenfels
- Freiolsheim
- Gaggenau
- Hörden
- Michelbach
- Oberweier
- Ottenau
- Selbach
- Sulzbach

## Történelem
A 13. századtól Gaggenau a Badeni Őrgrófsághoz tartozott, majd 1535-től a baden-badeni őrgrófsághoz.
Az 1970-es évek elején hat környező települést beolvasztattak Gaggenauba az önkormányzati reform részeként.

## Népesség
A település népessége az elmúlt években az alábbi módon változott:
| Lakosok száma | 23 798 | 26 763 | 29 065 | 28 533 | 27 985 | 29 624 | 29 703 | 29 474 | 28 546 | 30 190 |
|               | 1961   | 1967   | 1974   | 1980   | 1987   | 1993   | 2000   | 2006   | 2013   | 2023   |